# Theodore C. Freeman
Theodore Cordy Freeman, född 18 februari 1930 i Pennsylvania, död 31 oktober 1964. Freeman var uttagan i NASAs astronautgrupp 3 17 oktober 1963 för att komplemntera de redan utvalda astronauterna inför Apolloprogrammet.
Freeman hann aldrig bli utvald till något rymdfärdsuppdrag då han omkom i en flygolycka när en fågel spräckte huven till hans flygplan vid Ellington Air Force Base, Houston, Texas.